# Antoni Słomkowski
Antoni Słomkowski (ur. 5 grudnia 1900 w Ryszewku, zm. 19 lutego 1982 w Kaniach) – polski duchowny rzymskokatolicki, teolog, rektor Katolickiego Uniwersytetu Lubelskiego.

## Życiorys
Urodził się w Ryszewku w rodzinie Wojciecha i Weroniki z Kończalów, jako drugie z dziesięciorga rodzeństwa. Od 1912 do 1919 uczył się w progimnazjum w Trzemesznie, a następnie w gimnazjum w Gnieźnie. W 1919 roku zgłosił się ochotniczo do wojska, gdzie pełnił służbę do października 1920 r. biorąc udział w ofensywie ukraińskiej i w odwrocie z Białej Rusi. Świadectwo dojrzałości uzyskał dopiero w marcu 1921 roku. Następnie wstąpił do Arcybiskupiego Seminarium Duchownego w Poznaniu. W 1924 roku rozpoczął studia z teologii dogmatycznej na wydziale Teologii Katolickiej Uniwersytetu w Strasburgu. 11 października 1925 roku otrzymał święcenia kapłańskie w Gnieźnie z rąk biskupa Stanisława Łukomskiego. W 1928 roku uzyskał stopień doktora w Strasburgu na podstawie rozprawy L'Etat primitif de l'homme dans la tradition de l'Eglise avant saint Augustin. Na przełomie lat 1928–1929 studiował w Rzymie na Papieskim Uniwersytecie Gregorianum.
Po powrocie do kraju pracował w kancelarii kardynała Augusta Hlonda do 1930 roku. 1 stycznia 1931 roku został mianowany profesorem filozofii w Arcybiskupim Seminarium Duchownym w Gnieźnie. W 1932 roku habilitował się z teologii dogmatycznej na Wydziale Teologii Katolickiej Uniwersytetu Warszawskiego. W latach 1934–1939 pracował w Katedrze Teologii Dogmatycznej w Katolickim Uniwersytecie Lubelskim jako profesor nadzwyczajny.
W czasie okupacji wykładał w Lubelskim Seminarium Duchownym, które znajdowało się wtedy w Krężnicy Jarej i pracował w tamtejszej parafii. Po wyzwoleniu Lublina wznowił wraz z innymi profesorami działalność uniwersytetu. W sierpniu 1944 roku zostały mu powierzone obowiązki rektora. W czerwcu 1945 roku zostaje profesorem zwyczajnym.  W czasie jego urzędowania uczelnia powoli odbudowywała pierwotną strukturę. 20 marca 1946 roku został wybrany przez senat akademicki na rektora. Ponowny wybór nastąpił w marcu 1949 roku, lecz urzędowanie przerwało jego aresztowanie 1 kwietnia 1949 roku, po sprzeciwieniu się założeniu na uczelni Związku Młodzieży Polskiej i komórki partyjnej. Sąd skazał go na trzy lata pozbawienia wolności za nieprawomyślność polityczną. W więzieniu przebywał do listopada 1954 roku, lecz dopiero wiosną 1957 roku wznowił wykłady na Wydziale Teologicznym uniwersytetu.
Na początku 1960 roku Ministerstwo Szkolnictwa Wyższego zakazało prowadzenia mu zajęć uniwersyteckich. W późniejszym okresie ks. Słomkowski pracował w Prymasowskim Seminarium Duchownym w Gnieźnie, Studium Życia Wewnętrznego (od 1962), na Papieskim Wydziale Teologicznym we Wrocławiu (od 1966) oraz w Metropolitalnym Seminarium Duchownym w Warszawie (od 1968 roku). Od lat 50. prowadził wykłady z teologii dogmatycznej w Wyższym Seminarium Duchownym w Ołtarzewie. Był również inicjatorem pielgrzymek nauczycielskich na Jasną Górę.
W 1962 był wraz z ks. Eugeniuszem Weronem inicjatorem Prymasowskiego Instytutu Życia Wewnętrznego (wtedy Prymasowskiego Studium Życia Wewnętrznego).
Do śmierci mieszkał w Kaniach Helenowskich k. Warszawy. Został pochowany na cmentarzu w Ołtarzewie w kwaterze pallotyńskiej.
Prowadził badania naukowe z zakresu teologii dogmatycznej i teologii życia wewnętrznego ze szczególnym uwzględnieniem problemu pochodzenia człowieka.

## Odznaczenia
- 19 października 2008 odznaczony pośmiertnie przez Prezydenta RP Lecha Kaczyńskiego Krzyżem Komandorskim Z Gwiazdą Orderu Odrodzenia Polski[1]
- 11 czerwca 2021 odznaczony pośmiertnie przez Prezydenta RP Andrzeja Dudę Krzyżem Wielkim Orderu Odrodzenia Polski za wybitne zasługi w obronie niezależności Kościoła i nauki polskiej wobec systemu totalitarnego w Polsce po 1944 roku[2]

## Upamiętnienie
Jego imieniem nazwano jedną z ulic w Lublinie (dzielnica Wrotków).

## Publikacje
- Pochodzenie człowieka w świetle teorii ewolucji i w świetle nauki Kościoła katolickiego (Lublin 1946)
- Problem pochodzenia człowieka (Poznań 1947)
- Teologia życia duchowego w świetle Soboru Watykańskiego II, opr. ks. Marek Chmielewski (Apostolicum, Ząbki 2000); ISBN 83-7031-242-X
- Ku doskonałości (Lublin 1947 ; wyd. 2, Instytut Chrystusa Króla i Maryi Matki i Królowej, Warszawa 1993)